# Bahnstrecke Merzig–Bettelainville
| Streckennummer (DB): | 3213                                                                        |                                            |                                            |
| Streckennummer (SNCF): | 175 000                                                                     |                                            |                                            |
| Kursbuchstrecke: | 167a (1927); 235e (1939), 267d (1944) 265k (Merzig (Saar) – Silwingen 1946) |                                            |                                            |
| Streckenlänge: | 40,5 km                                                                     |                                            |                                            |
| Spurweite: | 1435 mm (Normalspur)                                                        |                                            |                                            |
| |                                                                             |                                            |                                            |
| \| \| \| von Trier \| \| \| \| 0,0 \| Merzig (Saar) \| Merzig (Saar) \| \| \| \| nach Saarbrücken \| \| \| \| \| Saar \| \| \| \| 2,5 \| Mechern \| Mechern \| \| \| 6,5 \| Mondorf (Saar) \| Mondorf (Saar) \| \| \| 7,7 \| Silwingen (eröffnet 1. August 1936) \| Silwingen (eröffnet 1. August 1936) \| \| \| \| Silwinger Tunnel (1715 m) \| \| \| \| \| Staatsgrenze Deutschland/Frankreich \| \| \| \| 12,0 \| Waldwisse (Waldwiesen [Westmark]) \| Waldwisse (Waldwiesen [Westmark]) \| \| \| 15,8 \| Grindorff (Grindorf) \| Grindorff (Grindorf) \| \| \| 18,9 \| Waldweistroff (Waldwaisdorf) \| Waldweistroff (Waldwaisdorf) \| \| \| 20,8 \| Laumesfeld \| Laumesfeld \| \| \| 23,9 \| Monneren (Monnern) \| Monneren (Monnern) \| \| \| 27,7 \| Dalstein-Menskirch (Dalstein-Menskirchen) \| Dalstein-Menskirch (Dalstein-Menskirchen) \| \| \| \| Tunnel Dalstein (665 m) \| \| \| \| \| von Thionville \| \| \| \| 33,5 \| Hombourg-Budange (Homburg-Bidingen) \| \| \| \| \| nach Bouzonville \| \| \| \| 36,2 \| Aboncourt (Endorf [Westmark]) \| Aboncourt (Endorf [Westmark]) \| \| \| \| von Bouzonville \| \| \| \| 40,5 \| Bettelainville (Bettsdorf bei Diedenhofen) \| Bettelainville (Bettsdorf bei Diedenhofen) \| \| \| \| nach Metz \| \| |                                                                             |                                            |                                            |
| |                                                                             | von Trier                                  |                                            |
| Bahnhof | 0,0                                                                         | Merzig (Saar)                              | Merzig (Saar)                              |
| Abzweig ehemals geradeaus, nach links und ehemals von links |                                                                             | nach Saarbrücken                           | nach Saarbrücken                           |
| Brücke über Wasserlauf (Strecke außer Betrieb) |                                                                             | Saar                                       | Saar                                       |
| Haltepunkt / Haltestelle (Strecke außer Betrieb) | 2,5                                                                         | Mechern                                    | Mechern                                    |
| Bahnhof (Strecke außer Betrieb) | 6,5                                                                         | Mondorf (Saar)                             | Mondorf (Saar)                             |
| Haltepunkt / Haltestelle (Strecke außer Betrieb) | 7,7                                                                         | Silwingen (eröffnet 1. August 1936)        | Silwingen (eröffnet 1. August 1936)        |
| Tunnel (Strecke außer Betrieb) |                                                                             | Silwinger Tunnel (1715 m)                  | Silwinger Tunnel (1715 m)                  |
| Grenze (Strecke außer Betrieb) |                                                                             | Staatsgrenze Deutschland/Frankreich        | Staatsgrenze Deutschland/Frankreich        |
| Bahnhof (Strecke außer Betrieb) | 12,0                                                                        | Waldwisse (Waldwiesen [Westmark])          | Waldwisse (Waldwiesen [Westmark])          |
| Bahnhof (Strecke außer Betrieb) | 15,8                                                                        | Grindorff (Grindorf)                       | Grindorff (Grindorf)                       |
| Haltepunkt / Haltestelle (Strecke außer Betrieb) | 18,9                                                                        | Waldweistroff (Waldwaisdorf)               | Waldweistroff (Waldwaisdorf)               |
| Haltepunkt / Haltestelle (Strecke außer Betrieb) | 20,8                                                                        | Laumesfeld                                 | Laumesfeld                                 |
| Bahnhof (Strecke außer Betrieb) | 23,9                                                                        | Monneren (Monnern)                         | Monneren (Monnern)                         |
| Bahnhof (Strecke außer Betrieb) | 27,7                                                                        | Dalstein-Menskirch (Dalstein-Menskirchen)  | Dalstein-Menskirch (Dalstein-Menskirchen)  |
| Tunnel (Strecke außer Betrieb) |                                                                             | Tunnel Dalstein (665 m)                    | Tunnel Dalstein (665 m)                    |
| Abzweig ehemals geradeaus und von rechts |                                                                             | von Thionville                             | von Thionville                             |
| Haltepunkt / Haltestelle | 33,5                                                                        | Hombourg-Budange (Homburg-Bidingen)        |                                            |
| Abzweig geradeaus und nach links |                                                                             | nach Bouzonville                           | nach Bouzonville                           |
| Haltepunkt / Haltestelle | 36,2                                                                        | Aboncourt (Endorf [Westmark])              | Aboncourt (Endorf [Westmark])              |
| Abzweig geradeaus und ehemals von links |                                                                             | von Bouzonville                            | von Bouzonville                            |
| Haltepunkt / Haltestelle | 40,5                                                                        | Bettelainville (Bettsdorf bei Diedenhofen) | Bettelainville (Bettsdorf bei Diedenhofen) |
| |                                                                             | nach Metz                                  |                                            |

Die Bahnstrecke Merzig–Bettelainville war Teil einer Strategischen Nebenbahn der Reichseisenbahnen in Elsaß-Lothringen, die von Merzig über Waldwisse (Waldwiesen [Westmark]) und Bettelainville (Bettsdorf bei Diedenhofen) nach Metz führte.

## Geschichte
Der Bau der Strecke im Rahmen des Elsaß-Lothringischen Eisenbahnbauprogramms durch die Generaldirektion in Straßburg begann im Jahre 1908. Am 1. November 1917 wurde die Strecke von den Reichseisenbahnen in Elsaß-Lothringen eröffnet. Diese arbeiteten nach dem Ersten Weltkrieg unter französischer Herrschaft und dem Namen Chemins de fer d’Alsace et de Lorraine. Ihnen gehörte nach wie vor auch der auf deutschem Gebiet, also im Saargebiet, liegende Streckenteil. Den Betrieb führte auf der gesamten Strecke die Eisenbahndirektion Saarbrücken. Im Reichskursbuch von 1927 (Nr. 167a) sind auf der 40 Kilometer langen Strecke Merzig–Bettsdorf (Bettelainville) drei Zugpaare täglich verzeichnet, dazu noch werktägliche Fahrten zwischen Merzig und Mondorf.
Nach der Rückgliederung des Saargebietes ins Deutsche Reich kam es 1936 zu Grenzstreitigkeiten mit Frankreich, da ein 621 Meter langes Teilstück des Silwinger Tunnels (dem mit insgesamt 1715 m längsten jemals in Betrieb befindlichen und heute noch vorhandenen, wenn auch inzwischen stillgelegten Eisenbahntunnel im Saarland) unter französischem Territorium verläuft. Daraufhin wurden im Dezember 1936 die beiden auf deutschem Gebiet liegenden Tunnelportale zugemauert. Die Strecke endete nun von Merzig her an dem neuen Haltepunkt Silwingen. Das Deutsche Kursbuch vom 15. Mai 1939 enthält unter Nr. 235e Personenzüge von Merzig bis Silwingen; werktags fuhren elf Zugpaare. Am 3. September 1939, kurz nach Kriegsausbruch, wurde die Saarbrücke bei Merzig von deutschen Pionieren gesprengt und nicht wieder aufgebaut. Dadurch lag die Strecke zwischen Merzig und Waldwisse seit dieser Zeit still. Nach Beendigung des Frankreichfeldzuges wurde ab Oktober 1941 der Zugbetrieb zwischen Mondorf und Bettelainville wieder aufgenommen. Unter anderem fuhren Kalkzüge von Mondorf über Lothringen zu den Saarhütten. Daher gab es im Jahre 1941 nur Omnibusverkehr von Merzig über Homburg-Bidingen bis Bettsdorf; das Kursbuch vom 3. Juli 1944 weist wieder Zugverkehr von Mondorf nach Homburg-Bidingen auf (Kursbuch-Nr. 267d). Am 17. November 1944 wurde die Strecke durch eine Sprengung der dreibogigen Betonbrücke nahe dem südlichen Portal des Silwinger Tunnels wieder unpassierbar. Sieben weitere Brücken der Strecke wurden am 21. November 1944 beim Rückzug der Wehrmacht ebenfalls gesprengt. Am 25. November 1944 beseitigten US-amerikanische Truppen die Trümmer auf der Strecke, setzten die Strecke notdürftig instand und fuhren ihre Versorgungszüge bis nach Mondorf. Nach dem Krieg gab es noch Personen-Schienenverkehr auf französischer Seite zwischen Waldwisse und Hombourg-Budange; dieser wurde am 5. Mai 1948 eingestellt.
1956/1957 wurde die Trasse an die anliegenden Gemeinden zurückgegeben bzw. verkauft. 1967 wurden die letzten Schienen demontiert. Seither ist nicht mehr der Silwinger, sondern der Mettlacher Tunnel der längste für den Eisenbahnverkehr genutzte Tunnel des Saarlandes.

## Situation heute
Die Empfangsgebäude der Bahnhöfe Mondorf, Grindorf und Dalstein existieren heute noch und befinden sich in Privatbesitz. Die teilweise mächtigen Bahndämme sind nach wie vor an einzelnen Stellen erkennbar.
Zwischen Hombourg-Budange und Bettelainville und weiter nach Vigy gibt es derzeit auf zwölf Kilometern französischen Museumsbahnbetrieb der Chemin de Fer touristique de la Vallée de la Canner (vgl. Bahnstrecke Metz–Anzeling). Der weitere Verlauf nach Metz ist seit November 1944 ebenfalls unterbrochen, nachdem das Viadukt von Failly im Verlaufe der Kriegshandlungen zerstört wurde. Die Strecke von Thionville nach Bouzonville, die den Bahnhof von Hombourg-Budange tangiert, ist elektrifiziert und wird 2007 im Personen- und Güterverkehr befahren.

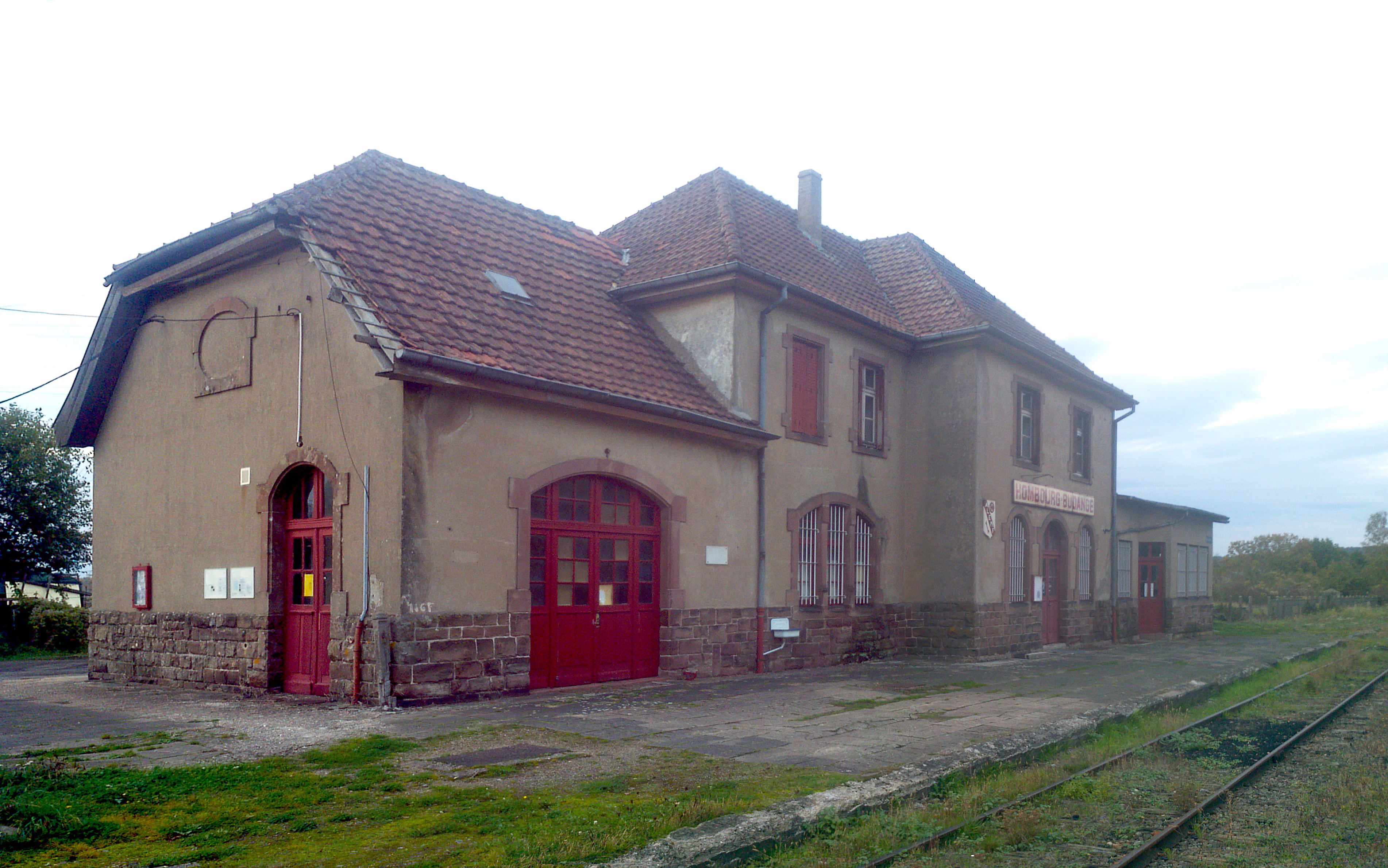
Bahnhof Hombourg-Budange
Wegunterführung bei Dalstein

## Belege
1. ↑  Hoppstädter: Die Entstehung der Saarländischen Eisenbahnen. 1961, S. 153.
2. ↑  Hoppstädter: Die Entstehung der Saarländischen Eisenbahnen. 1961, S. 154.